# Paul Röttger
Paulus Geertruida (Paul) Röttger (Winterswijk, 6 maart 1954) is een Nederlands acteur en regisseur.

## Biografie
Röttger studeerde af in 1976 aan de Toneelschool Arnhem. De eerste twee jaren speelde hij veel in film- en televisieproducties. De bekendste hiervan was de televisieserie Oorlogswinter (1975), waarin hij de rol van Michiel van Beusekom vertolkte.
Daarna koos hij voor het toneel, onder andere bij Toneelgroep Noorder Compagnie, en werkte hij tien jaar bij het Ro Theater, waar hij speelde in onder meer Tartuffe, Pinokkio, De opera van Smyrna en in Merlijn. Gedurende drie jaar was hij ook lid van de artistieke leiding van het Ro Theater.
Na een overstap naar het vrije circuit speelde hij in onder meer Benjamin in het Leger, Jeanne d’Arc, Amadeus en de Wijze Kater. Tegelijkertijd was hij hoofd Theater bij John van de Rest Theaterproducties en speelde hij mee in de John van de Rest-televisieserie Laat maar zitten, in de rol van Krukas.
Recentere voorstellingen die hij heeft gespeeld zijn Lazarus en Struisvogels op de Coolsingel onder regie van Peter Sonneveld van Bonheur Theaterbedrijf Rotterdam, Wachten op Godot bij het Nationale Toneel, onder regie van Jos Thie, en Naar vriendschap zulk een mateloos verlangen, waarin hij tevens de regie voor zijn rekening heeft genomen.

## Rotterdams Centrum voor Theater
In 1988 richtte Röttger samen met het toenmalige RCA (tegenwoordig TNR) het Rotterdams Centrum voor Theater (rcth) op, waar hij sinds de oprichting lesgeeft, regisseert en directeur van is. Onder zijn leiding heeft het rcth zich ontwikkeld tot een intercultureel theatercentrum, waarbinnen opleidingen worden verzorgd, maar ook uiteenlopende theaterprojecten worden gerealiseerd voor verschillende doelgroepen, al dan niet voorzien van omringende educatieve activiteiten.
Sinds 1992 wordt onder zijn leiding jaarlijks een theaterproject gerealiseerd, waarin amateurs en professionele theatermakers en studenten van het Rotterdams Centrum voor Theater samenwerken.
In 2012 werd een nieuwe weg ingeslagen met deze producties door middel van de eerste coproductie in deze lijn van voorstellingen, samen met stichting Humanitas Bergweg realiseerde Röttger een voorstelling gebaseerd op de levensverhalen van homoseksuele ouderen; Naar vriendschap zulk een mateloos verlangen.

In 2012/2013 was Röttger 25 jaar directeur van het rcth. Hij richtte zich in zijn jubileumjaar op voorstellingen over homo-emancipatie en seksuele diversiteit. Onder zijn regie is Gay in de stad - een educatieve voorstelling voor VO en MBO - gespeeld, en Bloedverwanten - een bewerking van de roman van Han Nefkens voor HBO.
In 2013/2014 regisseerde Röttger in een coproductie tussen het rcth, stichting Pameijer en Bavo-Europoort de voorstelling Wie is er nou gek of ik is een ander , een theaterproductie gebaseerd op de levensverhalen van mensen met een psychiatrische achtergrond. In deze productie zijn de cliënten of patiënten waar het om gaat bij iedere voorstelling aanwezig en spelen die ook mee, samen met professionele acteurs. De voorstelling won in 2014 "de Duim", het beste zorg-dee van 2014 van Zorgbelang Zuid-Holland.

## Erasmusspeld, oorkonde Jos Brink-prijs
In 2004 kreeg Röttger na afloop van de voorstelling Stadsportretten de Erasmusspeld uit handen van wethouder Stefan Hulman, als blijk van waardering voor zijn inzet voor de culturele en sociale samenhang van Rotterdam.
In 2009 nam hij namens het rcth een door minister Plasterk in het kader van de Jos Brink-prijs uitgereikte aanmoedigingsoorkonde in ontvangst. Deze uitzonderlijke oorkonde kreeg het rcth voor het bespreekbaar maken van homoseksualiteit op scholen in de regio Rotterdam middels het project Seks in de stad.
In 2014 ontving hij naar aanleiding van de voorstelling "Wie is er nou gek, of ik is een ander" uit handen van Zorgbelang Zuid-Holland "de Duim" het beste zorg-idee 2014.

## De weg naar een nieuwe culturele instelling vanaf 2017

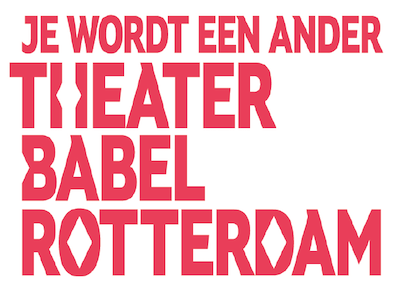
logo de nieuwe samenwerking

Vanaf 1 januari 2015 werd Paul Röttger tevens artistiek leider van Theater Maatwerk. Dit naar aanleiding van een convenant tussen het rcth met stichting Pameijer dat 1 januari 2015 is ingegaan. De drie instellingen gingen op weg naar een nieuwe culturele instelling vanaf 2017 waarbinnen structureel theater wordt gemaakt met acteurs met en zonder een beperking over maatschappelijke thema's. In het werk van Röttger stond steeds de ontmoeting met 'de ander' centraal.
Eind januari 2016 werd een cultuurplan ingediend voor 2017-2020 waarbij de twee organisaties (rcth en Theater Maatwerk) zijn samengevoegd tot een nieuw inclusieve organisatie met een gezelschap & een academie onder de naam 'Theater Babel Rotterdam'.
In dit nieuwe 'inclusieve' theatergezelschap werd onder leiding van Röttger uitsluitend "inclusief" gewerkt, waarmee bedoeld wordt met acteurs met en zonder beperking. Röttger regisseerde onder de nieuwe naam Theater babel Rotterdam de voorstellingen : 'To be or not', 'Con Amore', 'Ont-heemd', 'Het gedroomde café', 'Seks in Rotterdam'. In 2018 vierde Röttger zijn 30-jarig jubileum als directeur van de instelling met de theater-choreografie 'Piazza della vita'.  
Van 2019 tot en met 2024 regisseerde Paul de voorstellingen 'Van J naar Jessica", "Ik via de ander", "Romeo's & Julia's", "Henkes monologen" en ten slotte "Over dromen & luchtkastelen" waarmee hij na 35 jaar afscheid nam van zijn werk bij Theater Babel Rotterdam.